# Schaubühne am Lehniner Platz

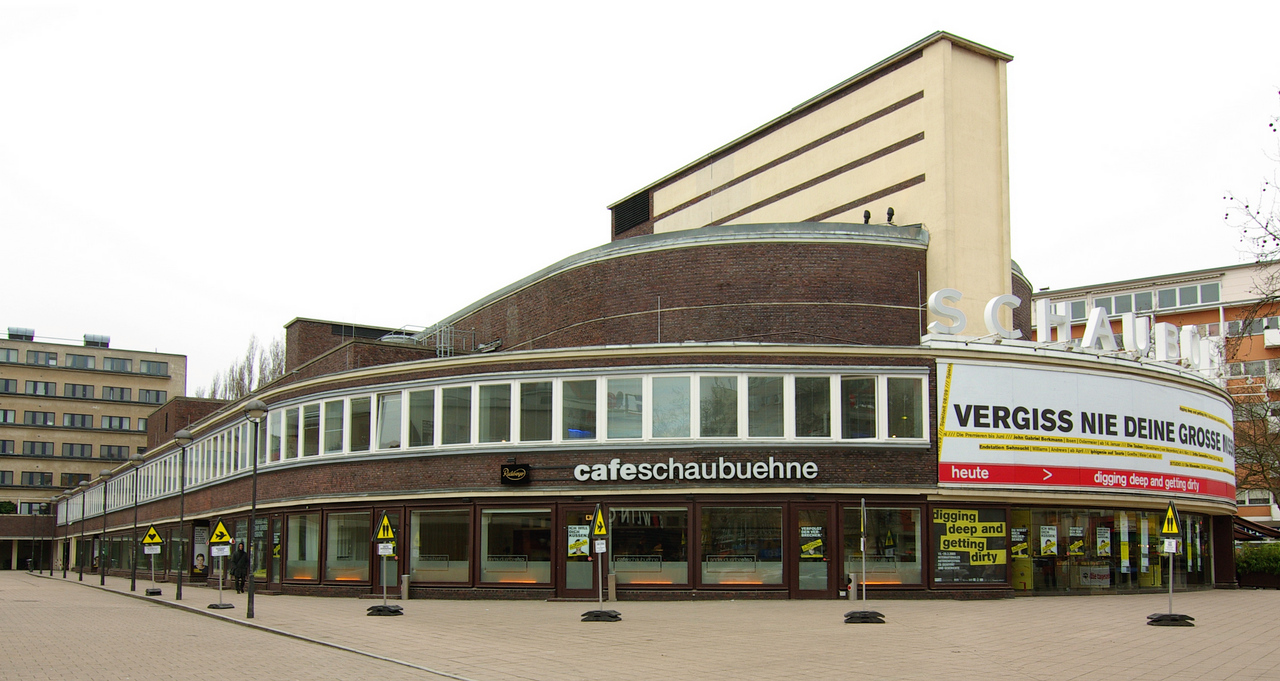
Schaubühne am Lehniner Platz, 2009

Die Schaubühne am Lehniner Platz ist ein Theater am Kurfürstendamm im Berliner Ortsteil Wilmersdorf. 1981 bezog das Ensemble der bisherigen Schaubühne am Halleschen Ufer das zum Theater umgebaute, 1928 von Erich Mendelsohn errichtete ehemalige Kino.

## Geschichte

### Gebäude

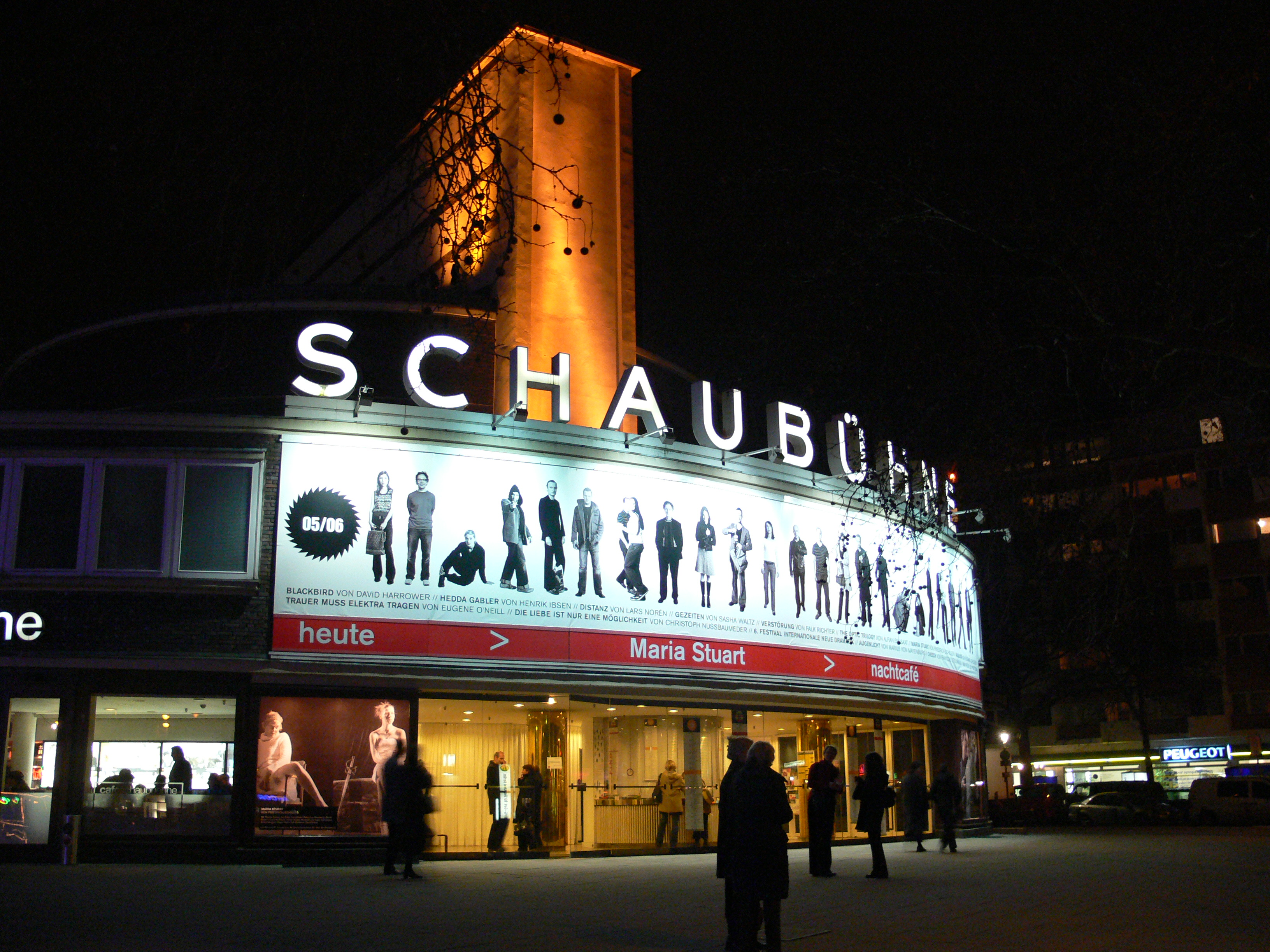
Das Theater bei Nacht, 2006

Der markante Rundbau des Architekten Erich Mendelsohn im Stil der Neuen Sachlichkeit ist ein Teil des WOGA-Komplexes am Lehniner Platz. Das Gebäude wurde 1928 als größtes Kino Berlins eröffnet („Universum“). Im Zweiten Weltkrieg zerstört, nach dem Krieg neu aufgebaut und erneut als Kino und ab 1969 als Tanzlokal und Musicaltheater genutzt, wurde es schließlich 1979 unter Denkmalschutz gestellt. Der Berliner Architekt Jürgen Sawade hatte bereits 1975 Pläne für den Umbau des Gebäudes zum Theater konzipiert und konnte das Ensemble der Schaubühne am Halleschen Ufer, das auf der Suche nach einer neuen festen Spielstätte war, für seine Idee gewinnen. Von 1978 bis 1981 entstand ein multifunktionales Theatergebäude, dessen technische Ausstattung damals dem höchsten Standard entsprach. Der Innenraum ist flexibel aufteilbar, die konventionelle Trennung zwischen festem Zuschauerbereich und Bühne ist aufgehoben.

### Die Berliner Schaubühne
Die Anfänge der Schaubühne am Lehniner Platz gehen auf die Gründung der Berliner Schaubühne im Jahr 1962 zurück. Damals gründete Jürgen Schitthelm – er war als einziges Gründungsmitglied und Alleingesellschafter bis Oktober 2012 dabei − zusammen mit Leni Langenscheidt, Waltraut Mau, Dieter Sturm und Klaus Weiffenbach eine freie Theatergruppe in einem Mehrzwecksaal der Arbeiterwohlfahrt in Kreuzberg. 1981 übersiedelte das Ensemble der Schaubühne in das renovierte Theatergebäude am Lehniner Platz.
In der Saison 1999/2000 wurde endgültig ein Schlussstrich unter die Ära Stein gezogen. Peter Stein hatte seit 1985 einen Rückzug auf Raten vollzogen. Publikum wie Kritik fanden zuletzt immer weniger Gefallen an den Inszenierungen. Nun versuchte man es mit einem politisch weniger provokanten Programm. Zugleich wollte man zumindest ästhetisch auf der Höhe der Zeit bleiben. Ein Team junger Künstler um die Choreografin Sasha Waltz und den Regisseur Thomas Ostermeier und Jens Hillje übernahm gemeinsam die künstlerische Leitung des Hauses. Nach einem Rückzug der Tanzsparte in der Spielzeit 2004/2005 aus dieser Funktion – bei gleichzeitigem Verbleib in der Schaubühne – wurde Ostermeier alleiniger künstlerischer Leiter. Im Juni 2005 kündigte Waltz den Kooperationsvertrag mit der Schaubühne vorzeitig und endgültig auf. Hauptstreitpunkt war die Aufteilung der Fördergelder bei einer insgesamt unzureichenden Finanzierung beider Ensembles aufgrund der schlechten Haushaltslage des Landes Berlin.
Von der ursprünglichen Gründungsgruppe der Schaubühne am Halleschen Ufer war Jürgen Schitthelm bis Oktober 2012 als Direktor tätig. Jürgen Schitthelm war damit der dienstälteste Theaterdirektor Deutschlands. Er wurde für seinen Einsatz und Verdienste für die Kultur mit dem Berliner Landesverdienstorden und dem Bundesverdienstkreuz 1. Klasse ausgezeichnet. Seit Oktober 2012 unterliegt die Leitung Friedrich Barner, seit 1991 Mitglied der Direktion, und Tobias Veit. Jürgen Schitthelm bleibt der Schaubühne als Gesellschafter erhalten.

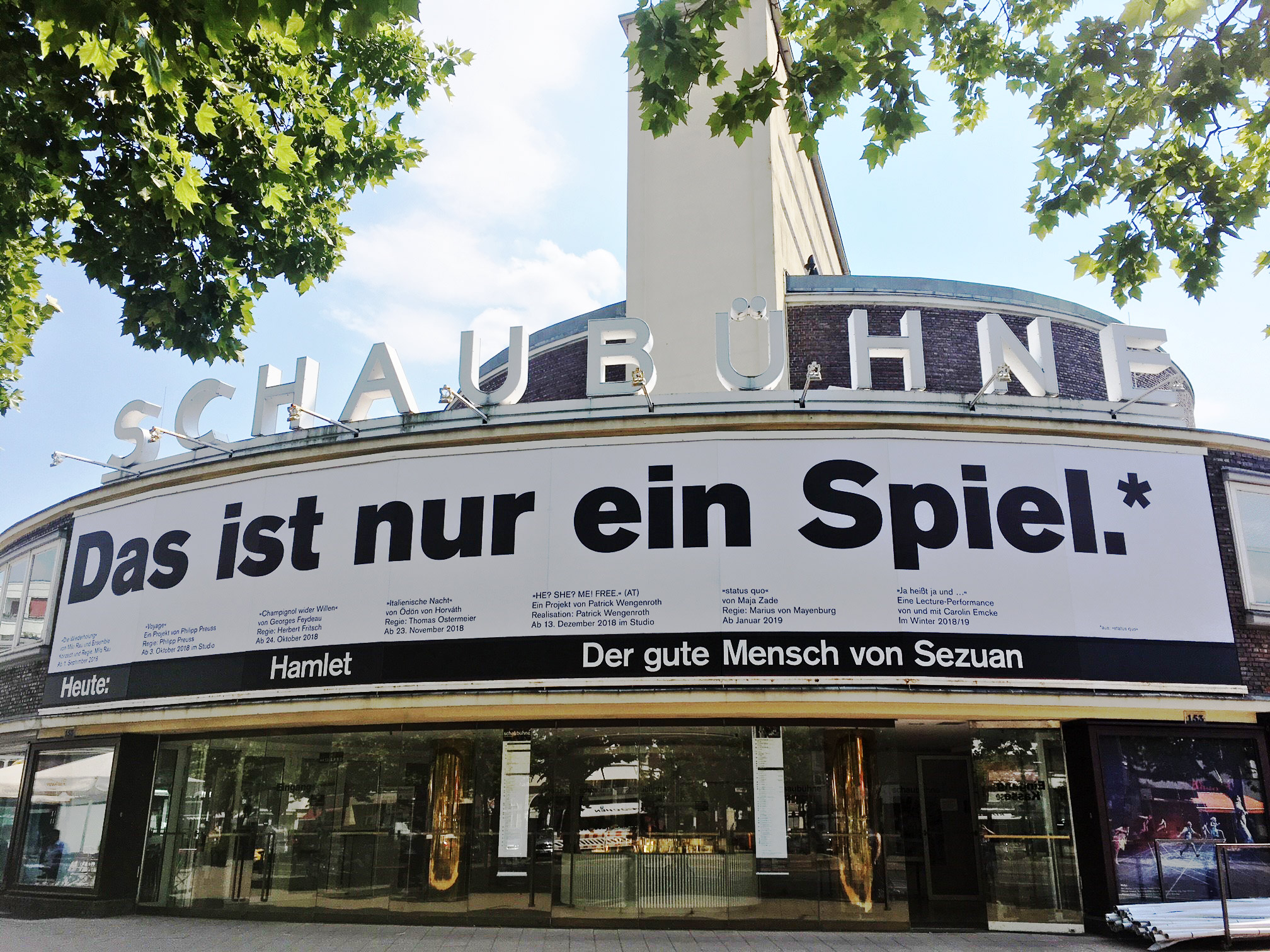
Plakatierung im Juli 2018

In den Jahren 2000, 2002, 2003 und 2006 waren Produktionen bzw. Personen der Schaubühne für einen Nestroy-Theaterpreis nominiert: 2002 wurde Roland Schimmelpfennig in der Kategorie „Bestes Stück“ und 2003 Nora oder Ein Puppenheim für die „Beste deutschsprachige Aufführung“ mit dem Nestroypreis ausgezeichnet, 2006 wurde Hedda Gabler (Regie: Thomas Ostermeier) zum Berliner Theatertreffen 2006 eingeladen. Katharina Schüttler wurde für ihre Darstellung der Hedda Gabler als Schauspielerin des Jahres 2006 und mit dem Faust-Theaterpreis ausgezeichnet. 2012 erhielt die Produktion Maß für Maß unter der Regie von Thomas Ostermeier den Friedrich-Luft-Preis 2011. Im Jahr 2018 wurde Rückkehr nach Reims nach dem Roman von Didier Eribon (Regie: Thomas Ostermeier) mit Nina Hoss in der Hauptrolle zum Berliner Theatertreffen eingeladen.
2024 wurden gleich zwei Produktionen (The Silence von Falk Richter und Bucket List von Yael Ronen) zum Theatertreffen eingeladen.

### Streitraum
Seit 2004 findet in der Schaubühne die monatliche Diskussionsveranstaltung „Streitraum“ moderiert von Carolin Emcke statt.

## Auswahl an Künstlern und Ensemble

### Regisseure
- Luc Bondy
- Andrea Breth
- Herbert Fritsch
- Rainald Grebe
- Klaus Michael Grüber
- Tom Kühnel
- Marius von Mayenburg (auch Autor)
- Thomas Ostermeier
- Luk Perceval
- Falk Richter
- Peter Stein
- Sasha Waltz
- Robert Wilson

### Schauspieler
- Robert Beyer
- Josef Bierbichler
- Jule Böwe
- Martin Brambach
- Edith Clever
- Lars Eidinger
- Judith Engel
- Tina Engel
- Bruno Ganz
- Jörg Hartmann
- Nina Hoss
- Robert Hunger-Bühler
- Julika Jenkins
- Corinna Kirchhoff
- Uwe Kockisch
- Imogen Kogge
- Jutta Lampe
- Laurenz Laufenberg
- Susanne Lothar
- Eva Meckbach
- Ulrich Mühe
- Falk Rockstroh
- Udo Samel
- Otto Sander
- Andreas Schröders
- Renato Schuch
- Katharina Schüttler
- Libgart Schwarz
- Sebastian Schwarz
- Peter Simonischek
- Alina Stiegler
- Ernst Stötzner
- Thomas Thieme
- Max Tidof
- Anne Tismer
- Gerd Wameling
- Mark Waschke
- Hans-Jochen Wagner
- Angela Winkler
- Gerdy Zint

### Bühnenbildner
- Susanne Raschig
- Karl-Ernst Herrmann
- Jan Pappelbaum

## Freunde der Schaubühne am Lehniner Platz e.V.

Logo

Der Verein Freunde der Schaubühne am Lehniner Platz e. V. wurde im Januar 2000 von 20 Theaterenthusiasten gegründet, um die neuen Aufgaben und Projekte der Schaubühne sowohl ideell als auch finanziell zu unterstützen. Im Mai 2022 hatte der Verein über 1700 Mitglieder.